# Chappes (Allier)
Chappes é uma comuna francesa na região administrativa de Auvérnia-Ródano-Alpes, no departamento Allier. Estende-se por uma área de 18,25 km². Em 2010 a comuna tinha 243 habitantes (densidade: 13,3 hab./km²).